# Szewczenky (hromada Hłobyne)
Szewczenky (ukr. Шевченки) – wieś na Ukrainie, w obwodzie połtawskim, w rejonie krzemieńczuckim, w hromadzie Hłobyne. W 2001 liczyła 161 mieszkańców.